# 谋女郎
谋女郎為由著名中國导演张艺谋所捧红的电影女明星，為中国流行语之一，至2014年有8代谋女郎。

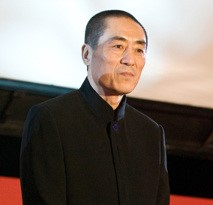
张艺谋

## 概述
在早期张艺谋电影里，演绎倾向于女性角色，巩俐、章子怡都因此而受益，出演之后都受到众多媒体的关注，也从此走上国际影星的道路。两位女明星的大红大紫也让“谋女郎”这个称号更加受到媒体和公众关注，之后诸如董洁、李曼等人也因此名号而知名度大涨，但她们未能达到前任谋女郎的高度。另外唐嫣、王嘉、林妙可等人也因为参与张艺谋执导的奥运会开闭幕式活动被一些媒体冠上“谋女郎”的称号，但严格意义上她们并不属于谋女郎，只是一种宣传行为。
谋女郎另一个共同特点是，她们在出演张艺谋电影之前都是默默无名，巩俐、章子怡和李曼都是中央戏剧学院在读的学生，董洁是一个歌舞团演员，周冬雨是一个高中生，倪妮是一个播音与主持专业的大学生，魏敏芝更只是一个普通的农村孩子。

## 历代谋女郎
| 姓名   | 图像 | 出生日期       | 最初合作时间 | 参与电影 |
| ------ | ---- | -------------- | ------------ | --- |
| 巩俐   |      | 1965年12月31日 | 1988年       | 《红高粱》、《大红灯笼高高挂》、《古今大战秦俑情》、《菊豆》、《秋菊打官司》、《活著》、《满城尽带黄金甲》、《归来》 |
| 章子怡 |      | 1980年2月9日   | 1997年       | 《我的父亲母亲》、《英雄》、《十面埋伏》                                                                             |
| 董洁   |      | 1980年4月19日  | 1999年       | 《幸福时光 (电影)》                                                                                                  |
| 魏敏芝 |      | 1985年         | 1999年       | 《一个都不能少》 |
| 李曼   |      | 1988年6月4日   | 2005年       | 《满城尽带黄金甲》                                                                                                   |
| 周冬雨 |      | 1992年12月27日 | 2010年       | 《山楂树之恋》、《坚如磐石》                                                                                         |
| 倪妮   |      | 1988年8月8日   | 2011年       | 《金陵十三钗》 |
| 张慧雯 |      | 1993年9月13日  | 2014年       | 《归来》 |
| 劉浩存 |      | 2000年5月20日  | 2019年       | 《一秒鐘》、《懸崖之上》                                                                                             |

## 张艺谋的评价
- 巩俐：经过东西方十几年歷练，她已经完全成熟了，对角色的驾驭堪称完美。从她身上我看到了一个女演员绝对的爆发力，她内心力量的强大和爆发的速度都让我惊叹，这在女演员中是十分难得的。

- 章子怡：章子怡的成长道路真的是像梦幻一样。我觉得首先中国的文化开始在世界上广泛地受到关注，这个时代造就了章子怡。其次，是她的能力。我认为她有抓住机会的能力。

- 董洁：她很安静，话不多，但是有自己的主见。

- 魏敏芝：不算漂亮，身材也不好，可能无法走明星的路线。但她有质朴的气质。

- 李曼：她很好地达到了他的要求，表演得非常好，是一个“有潜力有前途的演员”。

- 蒋雯：很舒服的、有点儿书卷气的一个女孩儿。但她不太会崛起成为大明星，因为她的表演更多的还是本色表演。

- 周冬雨：她干净得像一张白纸。不仅长得干净、清纯，甚至表情、性格，都像山泉一样，清澈、透明，几乎就是现实生活中的原版“静秋”。[1]

- 倪妮：“我觉得，她是一个新时代的新类型，跟20年前、30年前相比，是另外一代人了。我觉得她的前途不可限量，当然还需要有机遇。”

## 其他谋女郎
- 蒋雯，出演电影《千里走单骑》。
- 瞿颖，出演电影《有话好好说》。
- 唐嫣、王嘉，被张艺谋从中戏选中赴雅典奥运会参加闭幕式“中国八分钟”演出。
- 林妙可，被张艺谋选中，于2008年夏季奥林匹克运动会开幕式演唱《歌唱祖国》。
- 闫妮，出演《三枪拍案惊奇》。
- 张歆怡、张逗逗、韩熙庭、李玥敏、白雪、袁杨纯子、孙佳、顾璇、李纯等二十多位新人出演电影《金陵十三钗》，基本上都是第一次演电影的新人。
- 景甜，出演《长城》。